# Тринидад и Тобаго на летних Олимпийских играх 1948
Летние Олимпийские игры 1948 года, проводившиеся в Лондоне, стали первыми в истории для Тринидада и Тобаго. Сборную этого британского доминиона представляли пятеро мужчин в трёх видах спорта. Первую в истории страны и единственную на этих Играх олимпийскую медаль — «серебро» — завоевал тяжелоатлет Родни Уилкс.

## Медали
| Серебро |             |                             |           |
| №       | Спортсмены  | Вид спорта (дисциплина)     | Дата      |
| 1       | Родни Уилкс | Тяжёлая атлетика (до 60 кг) | 9 августа |

## Состав сборной
Велоспорт
1. Комптон Гонсалвес

 Лёгкая атлетика
1. Джорджи Льюис
2. Мэнни Рэмджон
3. Уилфред Талл

 Тяжёлая атлетика
1. Родни Уилкс

## Результаты соревнований

### Велоспорт

#### Трековый велоспорт
Мужчины
| Соревнование | Спортсмены        | Квалификация   | Квалификация  | Раунд 1        | Отбор           | Раунд 2              | Отбор                | 1/4 финала           | Полуфинал            | Финал                | Место |
| Соревнование | Спортсмены        | Время Скорость | Место         | Соперник Время | Соперники Время | Соперник Время       | Соперники Время      | Соперник Время       | Соперник Время       | Соперники Время      | Место |
| ------------ | ----------------- | -------------- | ------------- | -------------- | --------------- | -------------------- | -------------------- | -------------------- | -------------------- | -------------------- | ----- |
| спринт       | Комптон Гонсалвес | не проводится  | не проводится | URUЛ. Рокка П  | VENХ. С. Леон П | завершил выступление | завершил выступление | завершил выступление | завершил выступление | завершил выступление | 9     |
| гит с места  | Комптон Гонсалвес | не проводится  | не проводится | не проводится  | не проводится   | не проводится        | не проводится        | не проводится        | не проводится        | 1:21,5               | 16    |

### Лёгкая атлетика
Мужчины
Беговые дисциплины
| Дисциплина          | Спортсмен     | Предварительный раунд | Предварительный раунд | Предварительный раунд | Четвертьфиналы       | Четвертьфиналы       | Четвертьфиналы       | Полуфиналы           | Полуфиналы           | Полуфиналы           | Финал                | Финал                |
| Дисциплина          | Спортсмен     | Забег                 | Время                 | Место                 | Забег                | Время                | Место                | Забег                | Время                | Место                | Время                | Место                |
| ------------------- | ------------- | --------------------- | --------------------- | --------------------- | -------------------- | -------------------- | -------------------- | -------------------- | -------------------- | -------------------- | -------------------- | -------------------- |
| бег на 100 метров   | Джорджи Льюис | 10                    | 10,8                  | 1 Q                   | 2                    | 11,04                | 4                    | завершил выступление | завершил выступление | завершил выступление | завершил выступление | завершил выступление |
| бег на 200 метров   | Джорджи Льюис | 8                     | 22,4                  | 3                     | завершил выступление | завершил выступление | завершил выступление | завершил выступление | завершил выступление | завершил выступление | завершил выступление | завершил выступление |
| бег на 800 метров   | Уилфред Талл  | 4                     | 1:55,7                | 6                     | завершил выступление | завершил выступление | завершил выступление | завершил выступление | завершил выступление | завершил выступление | завершил выступление | завершил выступление |
| бег на 1500 метров  | Уилфред Талл  | не проводится         | не проводится         | не проводится         | не проводится        | не проводится        | не проводится        | 2                    | ?                    | 9                    | завершил выступление | завершил выступление |
| бег на 5000 метров  | Мэнни Рэмджон | 1                     | ?                     | 10                    | завершил выступление | завершил выступление | завершил выступление | завершил выступление | завершил выступление | завершил выступление | завершил выступление | завершил выступление |
| бег на 10000 метров | Мэнни Рэмджон | не проводится         | не проводится         | не проводится         | не проводится        | не проводится        | не проводится        | не проводится        | не проводится        | не проводится        | ?                    | —                    |

### Тяжёлая атлетика
Мужчины
| Категория | Спортсмены  | Вес   | Жим | Жим  | Жим | Рывок | Рывок | Рывок | Толчок | Толчок | Толчок | Всего | Место |
| Категория | Спортсмены  | Вес   | 1   | 2    | 3   | 1     | 2     | 3     | 1      | 2      | 3      | Всего | Место |
| --------- | ----------- | ----- | --- | ---- | --- | ----- | ----- | ----- | ------ | ------ | ------ | ----- | ----- |
| до 60 кг  | Родни Уилкс | 60,00 | 90  | 97,5 | 100 | 90    | 95    | 97,5  | 115    | 122,5  | 127,5  | 317,5 | 2     |